# Har Bar'on
Har Bar'on nebo Har Bar On (hebrejsky: הר בראון, arabsky: Tal al-Barm) je hora sopečného původu o nadmořské výšce 1056 metrů na Golanských výšinách, na syrském území od roku 1967 obsazeným Izraelem.
Nachází se v severovýchodní části Golanských výšin, 20 kilometrů severovýchodně od města Kacrin a 12 kilometrů jižně od města Madždal Šams, cca 5 kilometrů od linie izraelské kontroly.
Jde o menší kopec, který vystupuje cca 100 metrů nad okolní náhorní planinu. Je součástí pásu vyhaslých vulkánů lemujících východní okraj Golanských výšin. Jižně odtud leží například výrazné vrcholy Har Bental a Har Avital. Severně od hory leží vesnice El Rom, jižně Merom Golan. Nedaleko jižního úbočí Har Bar'on se nachází přírodní areál Bab al-Hawa u stejnojmenné vysídlené syrské vesnice. Poblíž západních svahů hory pramení vodní tok Nachal Orvim.
Před rokem 1967 byl kopec nazýván arabsky Syřany Tal al-Barm (na mapách z doby francouzské mandátní správy nad Sýrií též בורעם, Bur'am).